# Ris-Orangis
Ris-Orangis is een gemeente in het Franse departement Essonne (regio Île-de-France). Ris-Orangis telde op 1 januari 2022 30.283 inwoners. De plaats maakt deel uit van het arrondissement Évry. De bekende filosoof Jacques Derrida is hier begraven. 

## Geschiedenis
De gemeente werd opgericht in 1793 en verenigde de dorpen Ris en Orangis en het gehucht La Borde. Ris was het grootste dorp. Hier werd in de 12e eeuw de kerk Saint-Blaise gebouwd. Het dorp had ook een kasteel en behoorde vanaf de 16e eeuw toe aan het van oorsprong Italiaanse huis Faucon. De Route royale (nu N7) liep door het dorp. 
Vanaf de jaren 1960 begon de verstedelijking van de gemeente.

## Geografie
De oppervlakte van Ris-Orangis bedroeg op 1 januari 2022 8,71 vierkante kilometer; de bevolkingsdichtheid was toen 3.476,8 inwoners per km².
De plaats is gelegen juist ten zuiden van Parijs aan de oever van de Seine. De gemeente is opgedeeld in verschillende wijken: Réno – Oiseaux, Gare – Docks de ris, Grand-Bourg, Mairie hameaux, Le Village, Clos Langlet, Moulin à vent, Aunette-Brossolette en Mairie Blanche. In de gemeente ligt station Ris-Orangis.

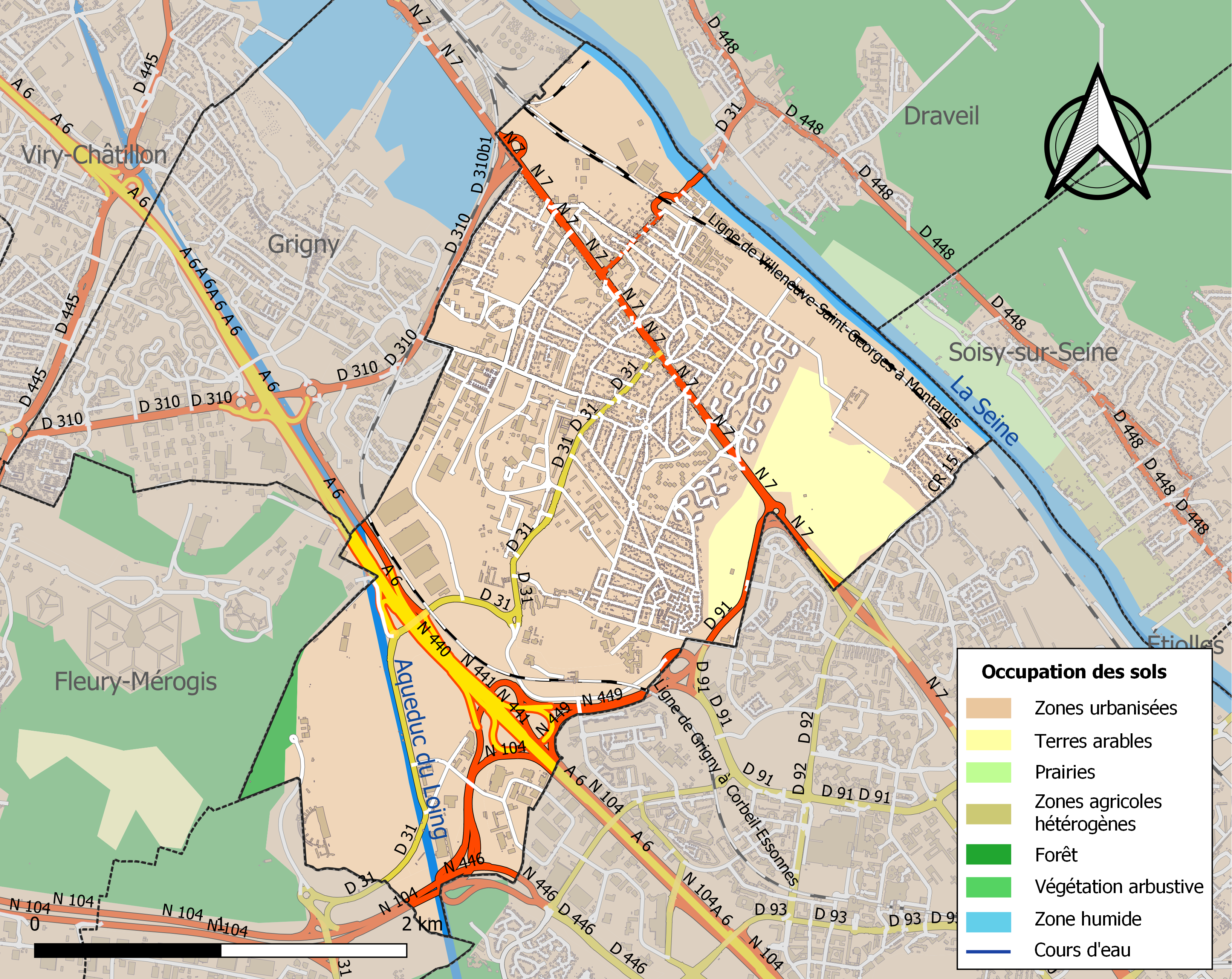
Kaart van de gemeente met belangrijkste infrastructuur, bodemgebruik en omliggende gemeenten

## Demografie
Onderstaande figuur toont het verloop van het inwonertal (bron: INSEE-tellingen).

## Bezienswaardigheden
- Ferme du temple, voormalige commanderij van de Tempeliers, gesticht in 1173
- Château de Ris
- Château Gomel, het voormalige kasteel van de heren van Orangis
- Château de la Briqueterie
- Kerk Notre-Dame (1867), verving de 12e-eeuwse kerk Saint-Blaise van Ris
- Aqueduc de la Vanne, aquaduct uit 1874 dat water naar Parijs leidt
- Hippodroom (1969)

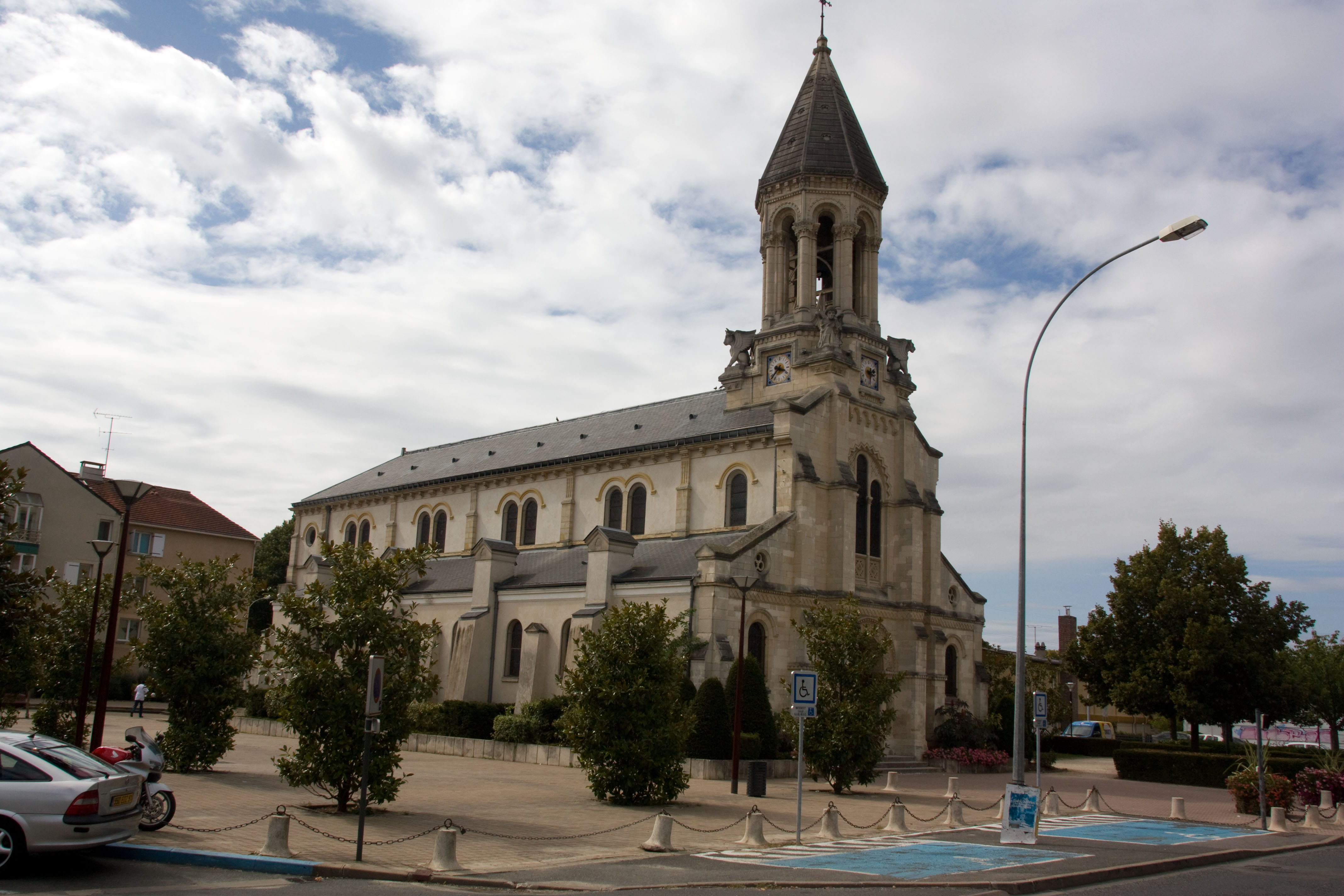
Kerk Notre-Dame
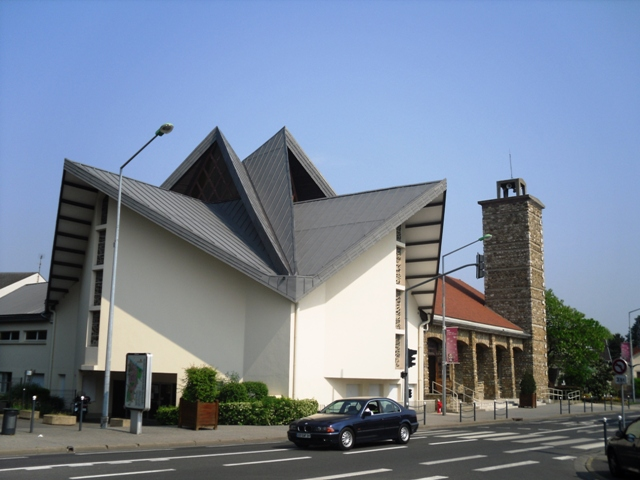
Heilig Hartkerk
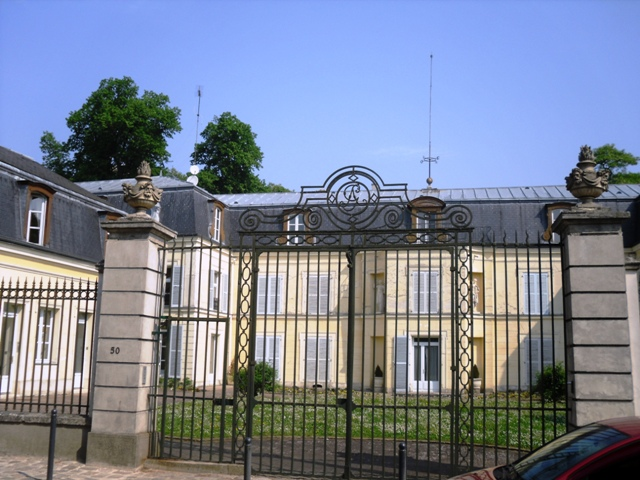
Château Gomel
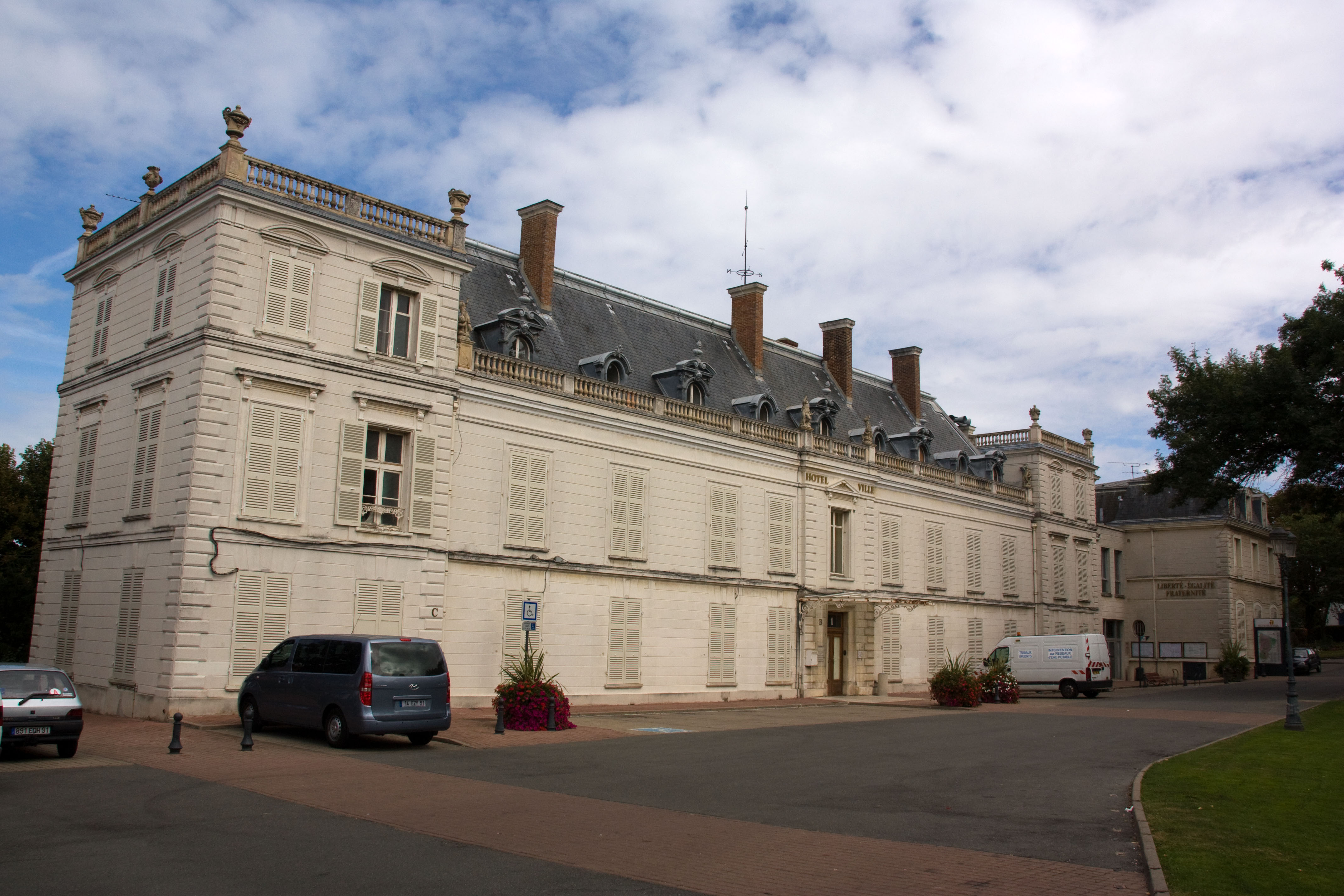
Château de Fromis, gemeentehuis
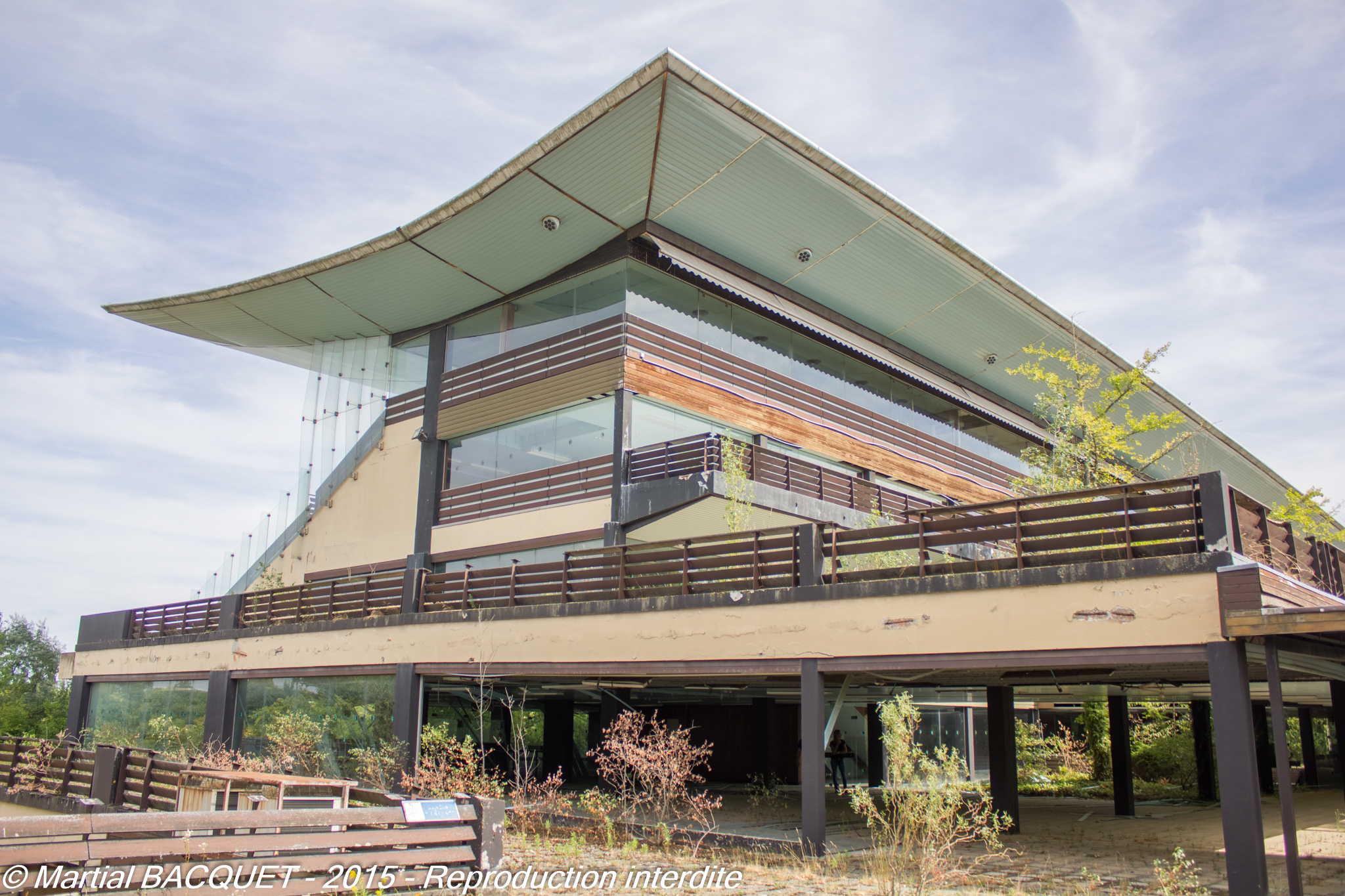
Hippodroom

## Geboren
- Sophia Aram (29 juni 1973), humoriste, actrice en radio- en televisie-animatrice
- Sébastien Haller (22 juni 1994), voetballer

## Overleden
- Rose Valland (1898-1980), kunsthistorica, curator en verzetsstrijder